# Карри, Эдди
Эдди Карри Мл. (англ. Eddy Curry Jr., род. 5 декабря 1982 года в Харви, Иллинойс, США) — бывший американский профессиональный баскетболист, выступавший в Национальной баскетбольной ассоциации. Играет на позиции центрового. На драфте НБА 2001 года был выбран в первом раунде под четвёртым номером командой «Чикаго Буллз», за которую выступал в 2001—2005 гг.

## Карьера
В дебютном сезоне за «Чикаго Буллз» Карри не показывал высоких результатов, поскольку проводил на площадке довольно мало времени. О Карри заговорили после сезона 2002/2003, когда он стал первым в НБА по проценту попаданий с игры. В этом сезоне Карри набирал в среднем 10.5 очков за игру при доле точных бросков 0.585. Карри в сезоне 2002/2003 проводил на площадке меньше 20 минут за игру, хотя и принял участие в 81 из 82 игр регулярного первенства.
В 2005 году Карри переходит в «Нью-Йорк Никс». Пока, согласно статистике, лучший сезон Карри — сезон 2006/2007. В этом сезоне Карри принял участие в 81 игре регулярного первенства, и каждый раз был в стартовой пятерке. Набирал в среднем 19.5 очков и 7.0 подборов за игру, на площадке проводил 35.2 минут за игру.

## Статистика

### Статистика в НБА
| Сезон                                                                                    | Команда  | Регулярный сезон | Регулярный сезон | Регулярный сезон | Регулярный сезон | Регулярный сезон | Регулярный сезон | Регулярный сезон | Регулярный сезон | Регулярный сезон | Регулярный сезон | Регулярный сезон | Серия плей-офф | Серия плей-офф | Серия плей-офф | Серия плей-офф | Серия плей-офф | Серия плей-офф | Серия плей-офф | Серия плей-офф | Серия плей-офф | Серия плей-офф | Серия плей-офф |
| Сезон                                                                                    | Команда  | GP               | GS               | MPG              | FG%              | 3P%              | FT%              | RPG              | APG              | SPG              | BPG              | PPG              | GP             | GS             | MPG            | FG%            | 3P%            | FT%            | RPG            | APG            | SPG            | BPG            | PPG            |
| ---------------------------------------------------------------------------------------- | -------- | ---------------- | ---------------- | ---------------- | ---------------- | ---------------- | ---------------- | ---------------- | ---------------- | ---------------- | ---------------- | ---------------- | -------------- | -------------- | -------------- | -------------- | -------------- | -------------- | -------------- | -------------- | -------------- | -------------- | -------------- |
| 2001/02                                                                                  | Чикаго   | 72               | 30               | 16,0             | 50,1             | -                | 65,6             | 3,8              | 0,3              | 0,2              | 0,7              | 6,7              | Не участвовал  | Не участвовал  | Не участвовал  | Не участвовал  | Не участвовал  | Не участвовал  | Не участвовал  | Не участвовал  | Не участвовал  | Не участвовал  | Не участвовал  |
| 2002/03                                                                                  | Чикаго   | 81               | 48               | 19,4             | 58,5             | -                | 62,4             | 4,4              | 0,5              | 0,2              | 0,8              | 10,5             | Не участвовал  | Не участвовал  | Не участвовал  | Не участвовал  | Не участвовал  | Не участвовал  | Не участвовал  | Не участвовал  | Не участвовал  | Не участвовал  | Не участвовал  |
| 2003/04                                                                                  | Чикаго   | 73               | 63               | 29,5             | 49,6             | 100,0            | 67,1             | 6,2              | 0,9              | 0,3              | 1,1              | 14,7             | Не участвовал  | Не участвовал  | Не участвовал  | Не участвовал  | Не участвовал  | Не участвовал  | Не участвовал  | Не участвовал  | Не участвовал  | Не участвовал  | Не участвовал  |
| 2004/05                                                                                  | Чикаго   | 63               | 60               | 28,7             | 53,8             | -                | 72,0             | 5,4              | 0,6              | 0,3              | 0,9              | 16,1             | Не участвовал  | Не участвовал  | Не участвовал  | Не участвовал  | Не участвовал  | Не участвовал  | Не участвовал  | Не участвовал  | Не участвовал  | Не участвовал  | Не участвовал  |
| 2005/06                                                                                  | Нью-Йорк | 72               | 69               | 25,9             | 56,3             | -                | 63,2             | 6,0              | 0,3              | 0,4              | 0,8              | 13,6             | Не участвовал  | Не участвовал  | Не участвовал  | Не участвовал  | Не участвовал  | Не участвовал  | Не участвовал  | Не участвовал  | Не участвовал  | Не участвовал  | Не участвовал  |
| 2006/07                                                                                  | Нью-Йорк | 81               | 81               | 35,2             | 57,6             | 100,0            | 61,5             | 7,0              | 0,8              | 0,4              | 0,5              | 19,5             | Не участвовал  | Не участвовал  | Не участвовал  | Не участвовал  | Не участвовал  | Не участвовал  | Не участвовал  | Не участвовал  | Не участвовал  | Не участвовал  | Не участвовал  |
| 2007/08                                                                                  | Нью-Йорк | 59               | 58               | 25,9             | 54,6             | -                | 62,3             | 4,7              | 0,5              | 0,2              | 0,5              | 13,2             | Не участвовал  | Не участвовал  | Не участвовал  | Не участвовал  | Не участвовал  | Не участвовал  | Не участвовал  | Не участвовал  | Не участвовал  | Не участвовал  | Не участвовал  |
| 2008/09                                                                                  | Нью-Йорк | 3                | 0                | 3,9              | 100,0            | -                | 33,3             | 1,3              | 0,0              | 0,0              | 0,0              | 1,7              | Не участвовал  | Не участвовал  | Не участвовал  | Не участвовал  | Не участвовал  | Не участвовал  | Не участвовал  | Не участвовал  | Не участвовал  | Не участвовал  | Не участвовал  |
| 2009/10                                                                                  | Нью-Йорк | 7                | 0                | 8,9              | 38,1             | -                | 58,8             | 1,9              | 0,0              | 0,0              | 0,1              | 3,7              | Не участвовал  | Не участвовал  | Не участвовал  | Не участвовал  | Не участвовал  | Не участвовал  | Не участвовал  | Не участвовал  | Не участвовал  | Не участвовал  | Не участвовал  |
| 2011/12                                                                                  | Майами   | 14               | 1                | 5,9              | 46,2             | -                | 75,0             | 0,9              | 0,1              | 0,0              | 0,1              | 2,1              | Не участвовал  | Не участвовал  | Не участвовал  | Не участвовал  | Не участвовал  | Не участвовал  | Не участвовал  | Не участвовал  | Не участвовал  | Не участвовал  | Не участвовал  |
| 2012/13                                                                                  | Даллас   | 2                | 0                | 12,4             | 50,0             | -                | 25,0             | 2,0              | 0,0              | 0,0              | 0,0              | 4,5              | Не участвовал  | Не участвовал  | Не участвовал  | Не участвовал  | Не участвовал  | Не участвовал  | Не участвовал  | Не участвовал  | Не участвовал  | Не участвовал  | Не участвовал  |
|                                                                                          | Всего    | 527              | 410              | 24,9             | 54,5             | 100,0            | 64,2             | 5,2              | 0,5              | 0,3              | 0,7              | 12,9             | Не участвовал  | Не участвовал  | Не участвовал  | Не участвовал  | Не участвовал  | Не участвовал  | Не участвовал  | Не участвовал  | Не участвовал  | Не участвовал  | Не участвовал  |
| Наведите курсор мыши на аббревиатуры в заголовке таблицы, чтобы прочесть их расшифровку. |          |                  |                  |                  |                  |                  |                  |                  |                  |                  |                  |                  |                |                |                |                |                |                |                |                |                |                |                |

### Статистика в других лигах
| Сезон | Команда              | Лига  | GP | GS | MPG  | FG%  | 3P%  | FT%  | RPG  | APG | SPG | BPG | PFL | TOV | PPG  |
| --- | -------------------- | ----- | -- | -- | ---- | ---- | ---- | ---- | ---- | --- | --- | --- | --- | --- | ---- |
| 2012/13 | Чжэцзян Голден Буллз | КБА   | 29 | 1  | 30,0 | 60,9 | 33,3 | 59,2 | 10,1 | 0,9 | 0,6 | 0,4 | 2,7 | 3,0 | 23,0 |
| Всего | Всего                | Всего | 29 | 1  | 30,0 | 60,9 | 33,3 | 59,2 | 10,1 | 0,9 | 0,6 | 0,4 | 2,7 | 3,0 | 23,0 |
| Наведите курсор мыши на аббревиатуры в заголовке таблицы, чтобы прочесть их расшифровку Статистика приведена с сайта basketball.realgm.com |                      |       |    |    |      |      |      |      |      |     |     |     |     |     |      |